# The Neon
The Neon è il diciottesimo album in studio del gruppo musicale britannico Erasure, pubblicato nel 2020.

## Tracce
Tutte le tracce sono state scritte da Andy Bell e Vince Clarke.

1. Hey Now (Think I Got a Feeling) – 3:45
2. Nerves of Steel – 4:13
3. Fallen Angel – 3:50
4. No Point in Tripping – 3:49
5. Shot a Satellite – 3:40
6. Tower of Love – 3:42
7. Diamond Lies – 3:07
8. New Horizons – 3:06
9. Careful What I Try to Do – 3:25
10. Kid You're Not Alone – 4:32